# Triops namaquensis
Triops namaquensis – gatunek przekopnicy zamieszkujący Afrykę Południową. Największe okazy dorastają do około 4,2 cm. długości ciała, przedstawiciele gatunku są najczęściej w jasnych odcieniach zieleni. W 2020 roku gatunek przestał być synonimem Triops granarius, synonimami Triops namaquensis stały się jednak wszystkie inne gatunki przekopnic występujące w południowej Afryce.